# Nehesdorf

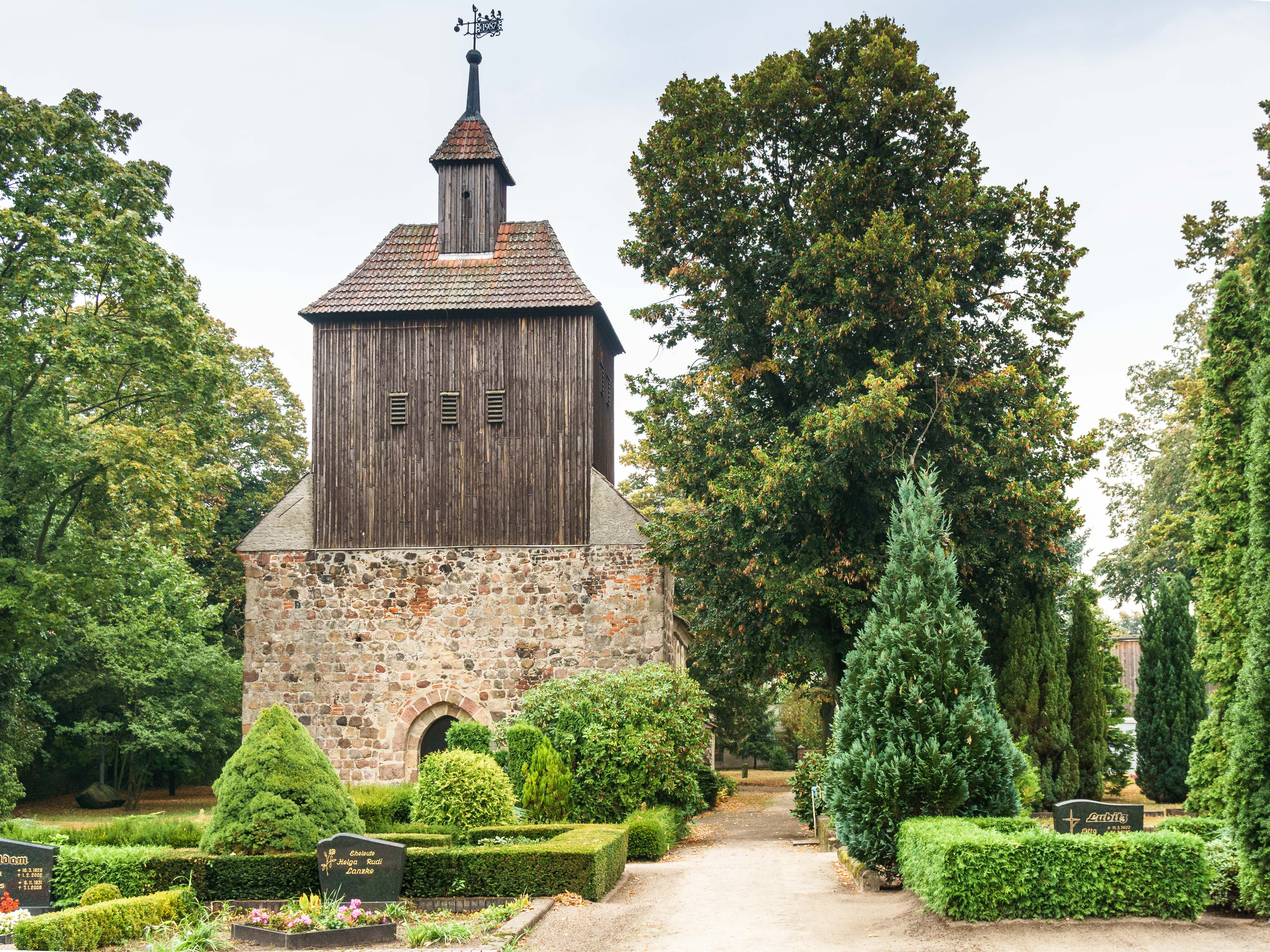
Dorfkirche Nehesdorf

Nehesdorf (niedersorbisch Nazéjece) ist ein amtlich ausgewiesener Wohnplatz der Stadt Finsterwalde im Bundesland Brandenburg. Er befindet sich im Süden der Stadt.
Nehesdorf nimmt eine Fläche von 1251 Hektar ein. Ungefähr 2320 Einwohner leben im Ort.

## Geschichte
Der Ort wurde 1376 erstmals als Nedewygistorff erwähnt. Der Name entwickelte sich über Negistorff 1495 und
Negstorff im Jahr 1533. Der Name bedeutet so viel wie Siedlung des Nadej. Der Dorfkern ist rechteckig angelegt. Nehesdorf war ein von Sorben bewohntes Dorf. Bis Mitte des 18. Jahrhunderts sprach die Mehrheit der Einwohner noch sorbisch.
Seit 1620 gehörte zu Nehesdorf ein Pechofen, dieser ist seit 1928 ein eigenständiger Ortsteil von Finsterwalde. Durch die Zuwanderung von Arbeiterfamilien wuchs die Einwohnerzahl im Jahr 1910 auf nunmehr 2320. Am 31. Januar 1928 wurde Nehesdorf nach Finsterwalde eingemeindet.

## Sehenswürdigkeiten
Die St.-Katharinen-Kirche ist ein mittelalterlicher Findlingsbau. Sie gehört zu Baudenkmalen in Finsterwalde. Die Kirche ist das älteste Gebäude der Stadt Finsterwalde.
Auf der Dorfaue steht das Feuerwehrhaus der Freiwilligen Feuerwehr Nehesdorf.

## Bildung
In Nehesdorf befindet sich eine Grundschule.